# 摩登女郎谋杀案
《摩登女郎谋杀案》（英語：Murder a la Mod）是布赖恩·德帕尔马编剧及导演的首部作品，1968年在纽约首映。讲述一个拍色情片的男子与他的一个女模特的故事。模特爱上了该男子，后被他谋杀，谋杀过程被拍成电影，最后男子自己也被本想吓唬他的同事误杀。本片於2011年4月由標準收藏（The Criterion Collection）發行藍光光碟，收錄在《凶線》的額外特輯中。

## 演員
- Andra Akers 飾 Tracy
- William Finley（英语：William Finley (actor)） 飾 Otto
- Margo Norton 飾 Karen
- Jared Martin（英语：Jared Martin） 飾 Chris
- Ken Burrows 飾 Wiley